# 金谷川車站
金谷川車站（日语：／ Kanayagawa eki */?）是由東日本旅客鐵道（JR東日本）所經營的鐵路車站，位於日本福島縣福島市松川町關谷，為東北本線沿線的車站。本站是由JR東日本委託子公司東北綜合服務（東北総合サービス）經營的業務委託車站，實際站務管理單位為福島車站，也是仙台分社下轄的車站之一。由於金谷川是距離福島大學最近的鐵路車站，因此本站的利用旅客中有絕大部分是該校的教職員或學生。

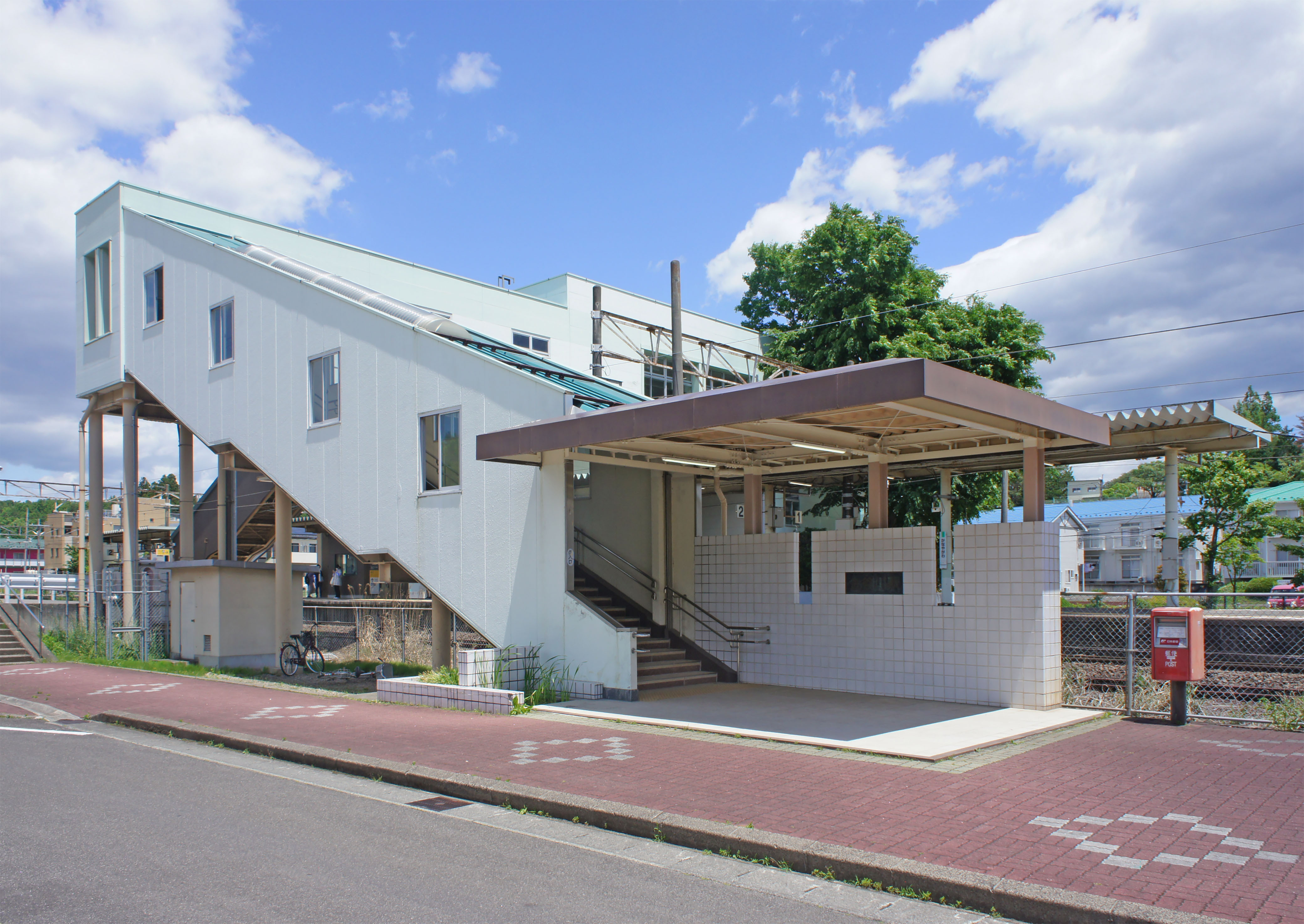
西口（2022年5月）

## 車站結構

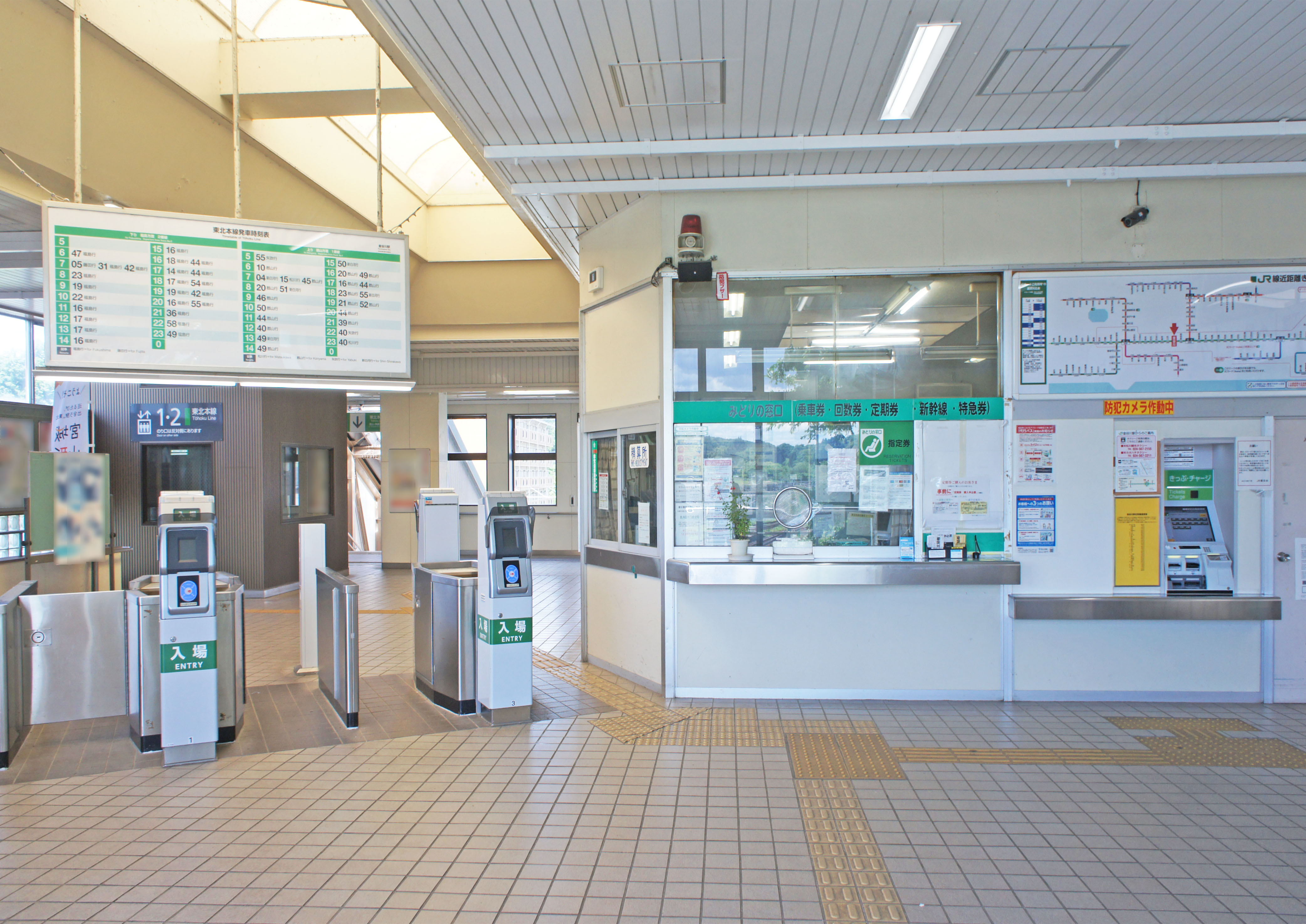
驗票口（2022年5月）

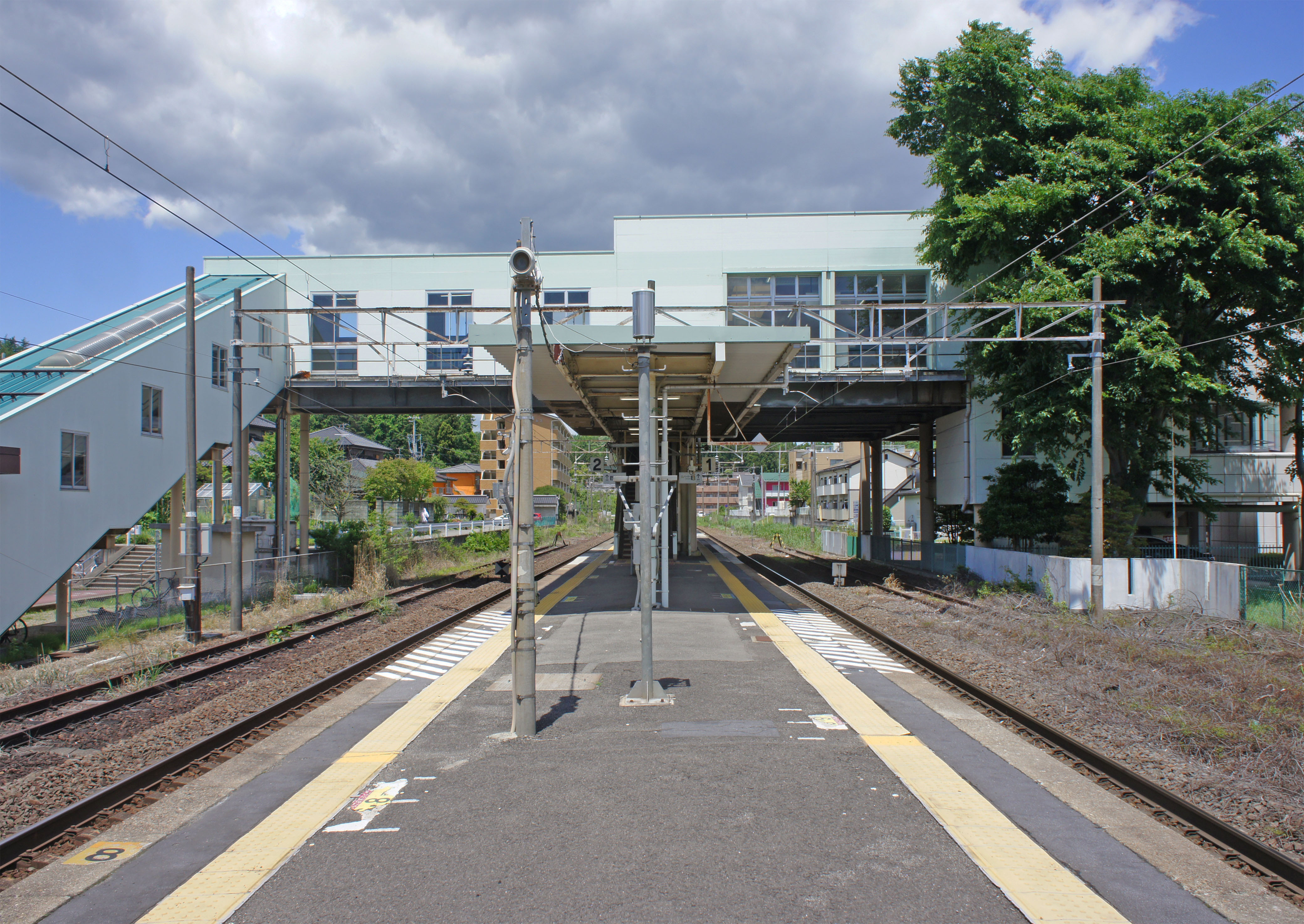
驗票口（2022年5月）

本站為島式月台1面2線的地面車站，設有跨站式站房，並且設有東口通往福島大學、淺川、醫大方向與西口通往關谷及水原。

### 月台配置
| 月台 | 路線      | 方向 | 目的地         |
| ---- | --------- | ---- | -------------- |
| 1    | ■東北本線 | 上行 | 郡山、黑磯方向 |
| 2    | ■東北本線 | 下行 | 福島、仙台方向 |

## 相鄰車站
東日本旅客鐵道
■東北本線
松川－金谷川－南福島

## 外部連結
- （日語）松川車站（JR東日本） （页面存档备份，存于）